# Туманность Южный Краб
Южная Крабовидная туманность (Southern Crab Nebula) — протопланетарная туманность в созвездии Центавра на расстоянии ~7000 св. лет (~2300 пк) от Земли, она названа в честь её сходства с Крабовидной туманностью, которая находится на северном небе. Её центральная звезда представляет собой симбиотическую мириду. Туманность демонстрирует свою симметричную  форму похожую на вложенные друг в друга песочные часы.
Туманность наблюдалась с помощью наземных телескопов, но изображения, полученные с помощью космического телескопа Хаббла в 1999 году, предоставили гораздо больше деталей, показывая, что в центре туманности находятся пара звезд: холодный, пульсирующий красный гигант и горячий белый карлик .
Красный гигант сбрасывает внешние слои, которые падают на его маленький горячий спутник. Белый карлик окружен диском из этого вещества, а вспышки на нем порождают потоки газа, направленные вверх и вниз относительно диска. Эти потоки и создают биполярные формы, похожие на песочные часы. Размер яркой центральной структуры — около 0,5 св. года.

## Галерея

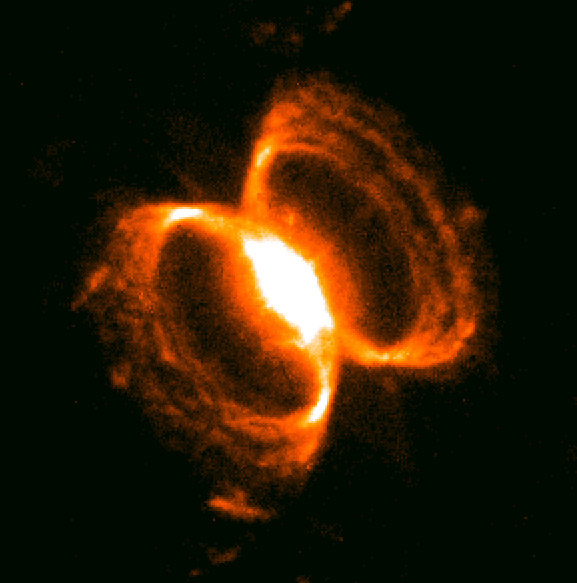
Крупный план центра туманности
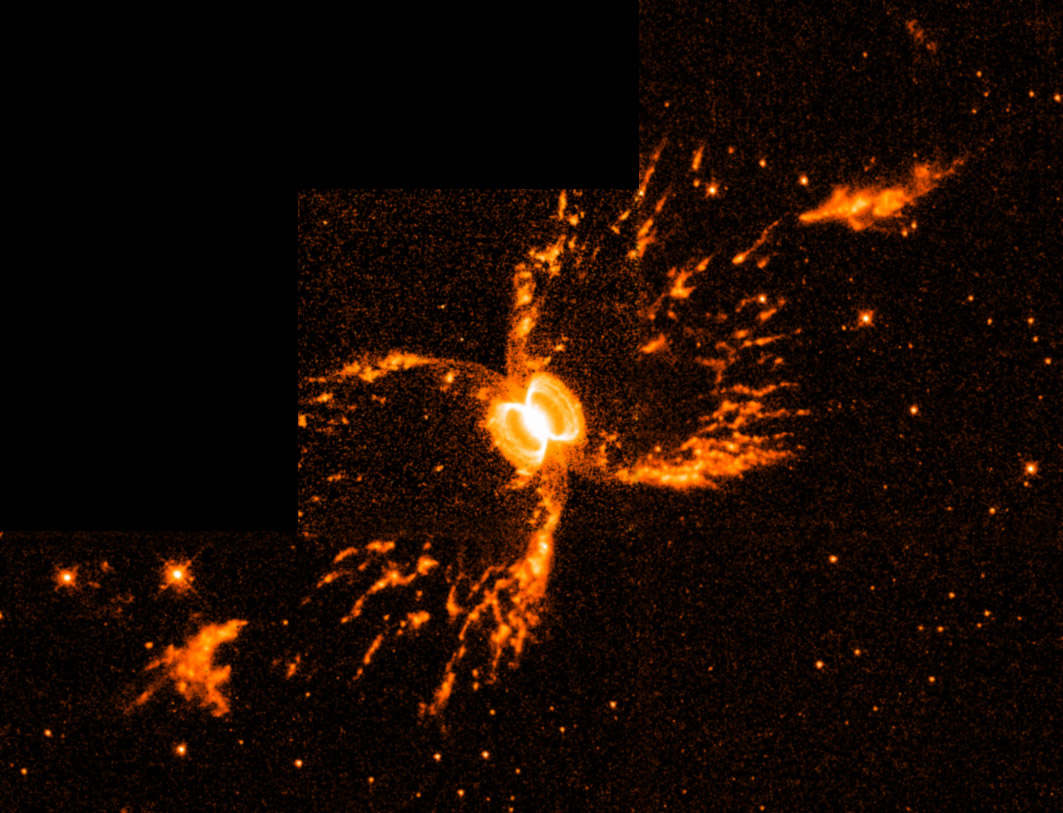
Южная Крабовидная туманность в полном объеме
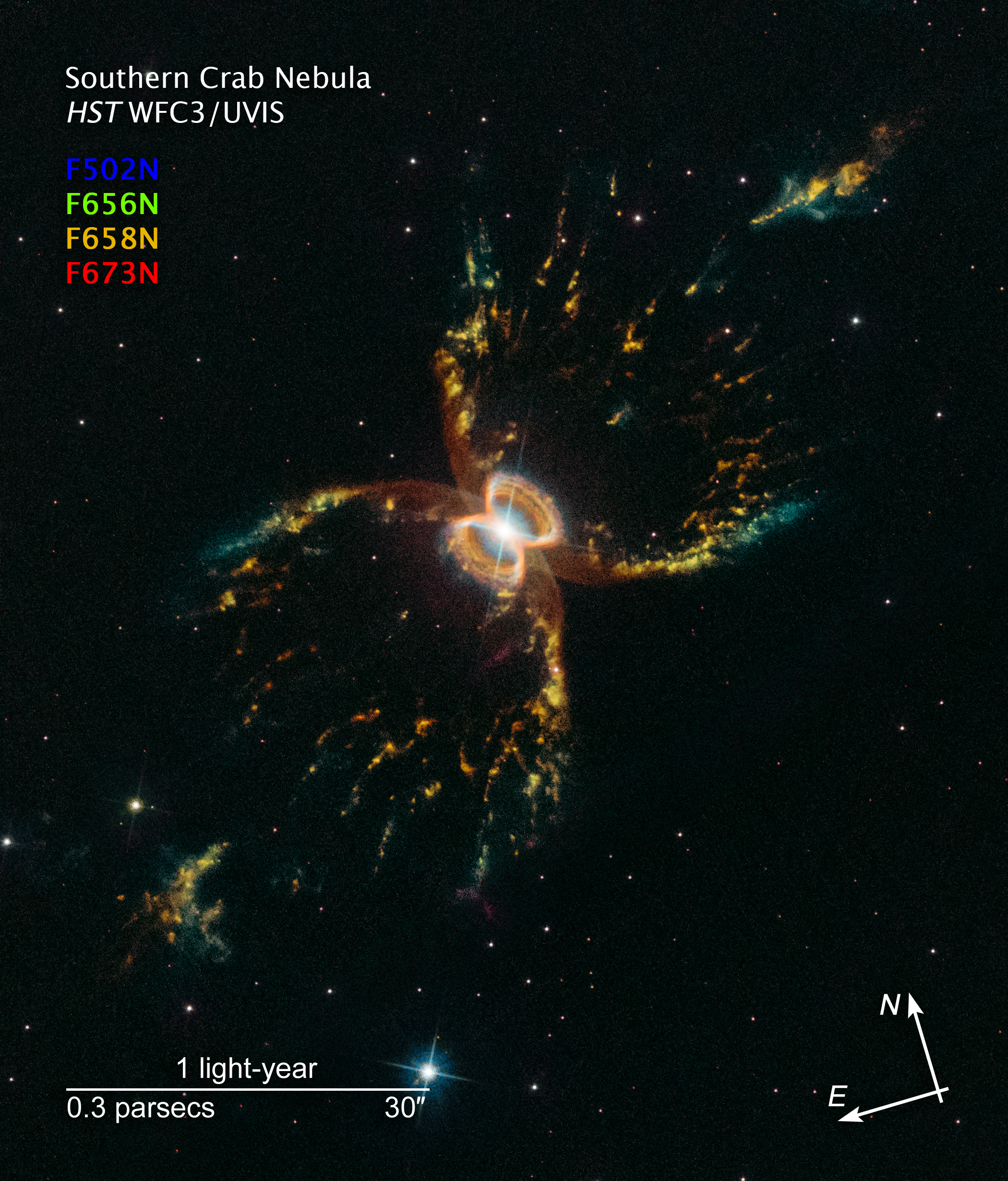
Южная Крабовидная туманность
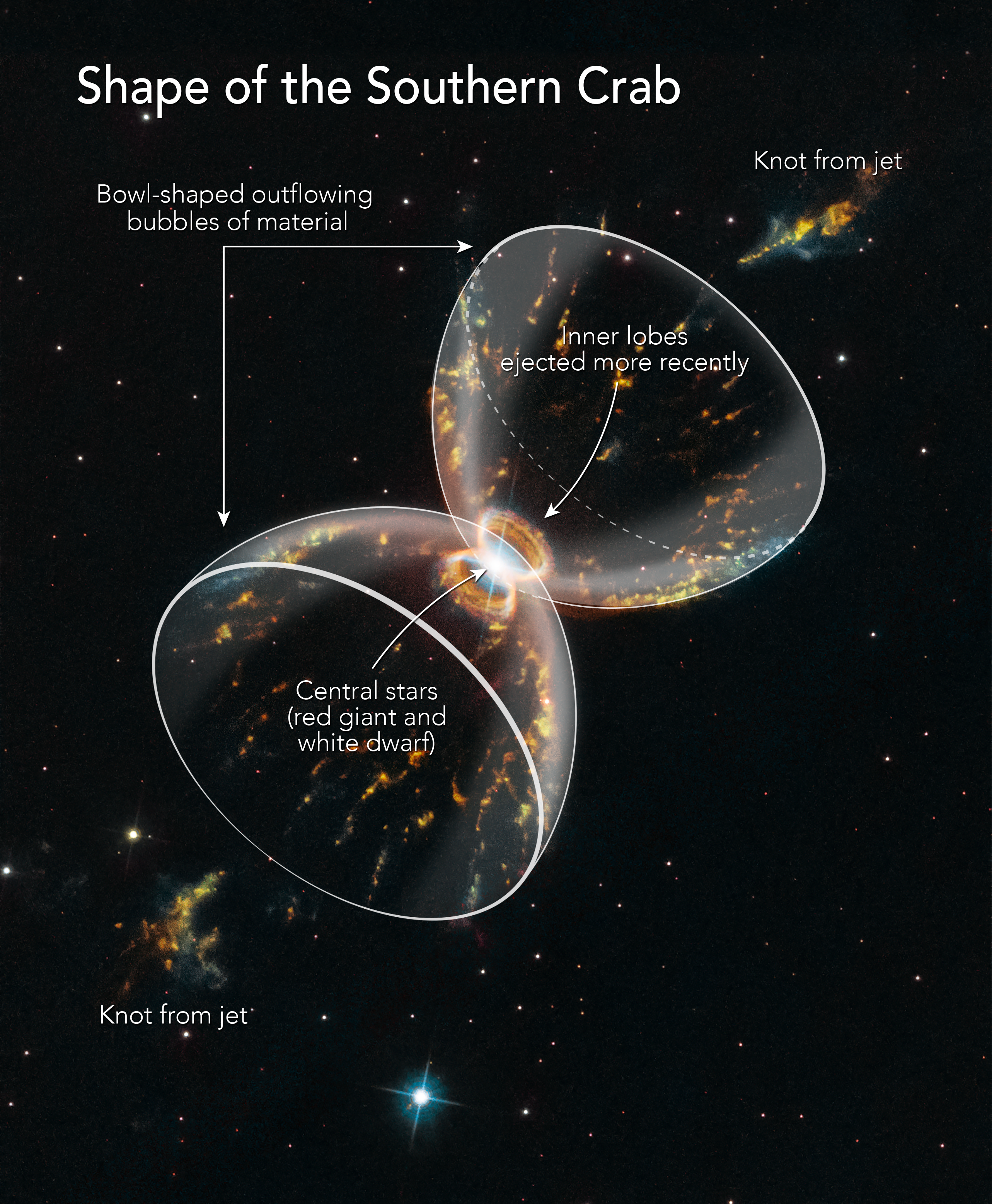
Южная Крабовидная туманность. Изображение было получено на основе изображений космического телескопа им.Хаббла, чтобы отметить 29-ю годовщину со дня его запуска, который был осуществлен космическим челноком Дискавери 24 апреля 1990 года[3].